# John Slade
Pour les articles homonymes, voir Slade (homonymie).
John Slade né dans le Hampshire à une date inconnue et mort martyr à Winchester le 30 octobre 1583 est un enseignant et juriste catholique anglais exécuté sous le règne d'Élisabeth Ire.

## Biographie
La vie et la mort de John Slade ressemblent en de nombreux points à celle de John Bodey. John Slade est comme John Bodey étudiant au New College d'Oxford d'où il sort diplômé et dans lequel il est membre du corps enseignant. En juin de la même année lui et 7 autres étudiants-professeurs sont chassés de l'université. Leur seule faute: être catholique,. Ne pouvant continuer à exercer en Angleterre il part pour le continent et complète des études en droit civil au collège anglais de Douai. De retour en Angleterre il est engagé comme tuteur dans le Dorset.
En pleine période d'hystérie anti-catholique il est arrêté et emprisonné dans les geôles de la ville de Winchester où il retrouve à nouveau John Bodey. Il est condamné à mort pour haute trahison et meurt supplicié pendu, traîné sur une claie jusqu'à la potence et mis en quart.

## Vénération
Reconnu comme un martyr catholique, John Slade fut béatifié en 15 décembre 1929 par le pape Pie XI. Vénéré par l'Église catholique il est fêté le 30 octobre et est compté dans la liste des Cent sept martyrs d'Angleterre et du pays de Galles.

## Voir également
- Martyrs de Douai
- Martyrologe romain
- Martyrs d'Angleterre et du pays de Galles
- Quatre-vingt-cinq martyrs d'Angleterre et de Galles
- Quarante martyrs d'Angleterre et de Galles
- Cinquante-quatre martyrs anglais
- Martyrs d'Oaten Hill
- Martyrs de Dryburne
- Martyrs de Londres de 1591
- Les Martyrs de la Chartreuse de Londres